# 上坪寨乡
上坪寨乡，是中华人民共和国贵州省毕节市织金县下辖的一个乡镇级行政单位。

## 行政区划
上坪寨乡下辖以下地区：
平寨村、八寨村、建强村、格支村、上水村、中山村、坡脚村、马场村、五甲村、秋哨村、碗厂村、青峰村、建明村和双明村。